# Ambia mesoscotalis
Ambia mesoscotalis là một loài bướm đêm trong họ Crambidae.